# Reactome
Reactome ist eine seit 2003 existierende frei zugängliche Biochemie-Onlinedatenbank für Molekül-Interaktionen auf zellulärer Ebene, einschließlich Protein-Protein-Interaktionen, DNA-, RNA-, Kohlenhydrat- und Small-molecule-Wechselwirkungen.
Ziel des Projekts ist die Darstellung der biochemischen Stoffwechsel- und Signalwege in den einzelnen Schritten eines Interaktionsvorganges und für mehrere Arten. Die Eintragung erfolgt aufgrund von wissenschaftlichen Publikationen oder durch Bestätigung hypothetischer Interaktionen (aus der Extrapolation von anderen Arten) im Vier-Augen-Prinzip.
Die Annotationen erfolgen zurzeit vor allem auf den Gebieten des Zellzyklus, des Stoffwechsels, der Signaltransduktion, des Transports, der Zellbewegung, der Immunreaktion, der Pathogen-Wechselwirkungen und der Neurobiologie.